# 日本の鉄道模型メーカーの一覧
日本の鉄道模型メーカーの一覧（にほんのてつどうもけいメーカーのいちらん）では、日本国内の鉄道模型メーカーを五十音順に挙げる。
主に車輌模型を作るメーカーを記すが、車輌本体だけでなく、キット作成にかかわるパーツや塗料、専用工具類、収納ケース、走行に必要な線路や制御機器などを扱うメーカーについてもあわせて表記する。なお一覧中には、廃業、撤退などにより現存していないメーカー（◆）を含む。また、ハイフン以下は主に扱うスケール/ゲージを示す。

## 大手7社
- 天賞堂
- カツミ
- エンドウ
- 関水金属 (KATO)
- トミーテック (TOMIX、ジオラマコレクションシリーズ）
- マイクロエース（旧・有井製作所）
- グリーンマックス (GM)

## あ行
- アイコム
- AOBA MODEL - 1/80、金属製ベースキットが中心。
- 青島文化教材社 - アイコムとのコラボレーションによるキャラメルNゲージを発売（「スカイネット」ブランド）。以前はNゲージのコンテナ類を扱っていた。
- 赤い電車 - Nゲージ 、金属製完成品が中心。
- アキア (akia) ◆  - Z（ZJ）ゲージ、食玩ブラインド方式で、国鉄485系のプラスチック製完成品を販売。撤退。一部商品はプラスアップが引き継ぐ。
- アクラス事業部 - 1/80、プラスチック製完成品や一部キットが中心。
- 朝日屋 ◆  - 戦前のメーカー。35mmゲージの製品を販売。廃業。
- あすかモデル - 1/80、気動車系金属製キットが中心。
- アスターホビー - 1番ゲージのライブスチームを製造・発売。
- 安達製作所 (アダチ) - 1/80、1/45、金属製キットが中心。
- あまぎモデリングイデア - Nゲージ、金属製キットが中心。
- 奄美屋 - 1/80、Nゲージ、金属製キットが中心。
- 有井製作所 ◆ →マイクロエース（新会社）へ事業移管。会社自体は存続。
- アリゲーター
- アルモデル - 1/80、金属製キットが中心。
- IORI工房 - Nゲージ、紙製車体キット、ストラクチャー（ペーパーキット、レーザーカット）が中心。
- いこま工房 (IKOMA商会)  - 1/80、1/45、紙製車体キット（ペーパーキット、レーザーカット）が中心。
- いさみやロコワークス - 1/80、紙製車体キット（ペーパーキット）やパーツ関連が中心。紙製キットの新開発休止。
- イチフジ模型 - 1/80、少量の金属製キットとパーツ、紙製型紙を展開。車両収納ケース。
- 稲見鉄道模型製作所 - OJゲージのキットを販売。
- 今井製作所 - パワーパックの製造販売。店主は鉄道模型社出身[1]。
- 岩橋商会 -Nゲージ 、路面電車のエッチングキットが中心。
- ウィン ◆  - Nゲージ、プラスチック製完成品が中心。廃業。
- WesterWiese(ヴェスターヴィーゼ) - 1/87、金属製キットとパーツを展開。
- ウイストジャパン - 1/80、蒸気機関車向けパーツが中心。
- 歌川模型 - 1/80、Nゲージ、旧型電機、紙製型紙、オリジナル工具が中心。鉄道模型社廃業後に一部製品を引き継ぐ。
- FEF ◆  - OJゲージを販売。廃業。
- 永大 (グリップ) ◆  - Nゲージ［車輌・線路・ホームと駅舎・制御機器］、プラスチック製完成品が中心。廃業。製品は学研が引き継ぐ。
- エコーモデル - 1/80、小パーツや工具類、工作用素材が中心。
- FAB - 1/80、1/87、金属製完成品やキットを展開。
- エフトイズ・コンフェクト (F-toys) - Zゲージ、食玩ブラインド方式で、国鉄0系新幹線のプラスチック製完成品（PLATZ OEM供給）を販売。
- エムエムモデル - 1/80、私鉄系金属製キットが中心。
- エムズコレクション - 1/80、紙製ストラクチャーキットを展開。
- S&G ◆  - 1/80、おそらく16番ゲージ初の日本型蒸気機関車として鉄道模型趣味1949年6月号に2120形の広告が掲載された。後続がない幻のメーカー[2]。
- エンドウ (TER) - 1/80、1/87、Nゲージ［車輌・線路］、金属製完成品が中心。
- 大阪亀屋 - 1/80の金属製キットが中心。ホビーメイトオカと同建物に店舗を構える。
- 大阪プラスチックモデル - Nゲージ、グリーンマックスキットの塗装用マスキング型紙などを製造販売。問屋業が中心。
- 小川精機 - 模型用内燃機関（ラジコン用エンジン）とライブスチーム（7.5/5/3.5 inchゲージ）を製造。レイアウト保有。定期的に運転会を開催。
- 岡山模型店DAN - 1/80、荷物車系金属製キットが中心。
- 大谷模型 - 1/80、オリジナルで近鉄の金属製キットやペーパーキットを販売。新開発休止。

## か行
- 学研 ◆  - Nゲージ［車輌・線路・ホームと駅舎・制御機器］、プラスチック製完成品が中心。撤退。
- カツミ (KTM) - 1/80、1/87、Oゲージ、金属製完成品・キットが中心。
- 河合商会 ◆  - Nゲージ、プラスチック製完成品が中心。廃業。貨車製品はポポンデッタが引き継ぐ。また製品ラインナップにシーナリー用品やストラクチャーに使えるプラモデルがあり、一部はマイクロエースから再販された。
- カワイモデル ◆  - O（零番）ゲージ、1/80、1/87、35mmゲージ、金属製完成品が中心。2024年に廃業。
- きがらや模型 ◆  - 1/80、パワーパックのキット。廃業。
- 技功舎 - ライブスチームを販売。
- ギースヒュッテ ◆  - 2001年頃閉店。Nゲージの特注品および京成グループの車両や関連部品を製造していた。
- kitcheN (キッチン) - Nゲージ、金属製キットが中心。
- CASCO - 1/80、Nゲージ、車両ケース向けの収納ウレタンが中心。
- CAB→鉄道模型社。CABブランドでNゲージ車輌の販売実績あり、実質的に関水金属に次いで日本で二番目[3]に日本型車輌をNゲージで販売した。
- 京都模型 - 1/80、金属製完成品が中心。問屋業が中心。
- 銀河モデル ◆  -Nゲージ、パーツが中心。2022年、代表の死去により活動停止。
- キングスホビー ◆  - Nゲージ、金属製キットや完成品が中心。2013年12月をもって完全閉店。廃業。製品はシバサキ模型の物も含めて、アルモデルが継承。
- 熊田貿易 (KMT) - 1/87、1/160、1/45、金属製完成品が中心。主にアメリカ向け輸出製品を手がけていた。
- クラウンモデル（PRMLOCO、プリモロコ） - Zゲージ、プラスチック製完成品が中心。
- クラフトエス ◆  - Nゲージ、　レジン樹脂製キットが中心。廃業。
- グリーンマックス - Nゲージ［車輌・ストラクチャー］、プラスチック製完成品・キットが中心。プラスチック模型用塗料（鉄道カラー）を発売。
  - ジーエムストアー - グリーンマックス・ザ・ストアー専売品を「クロスポイント」ブランドで発売。
- くろま屋 - 1/45、1/80、Nゲージ、インレタ専門店。
- KSモデル - 1/80、Nゲージ、金属製キットが中心。
- 甲府モデル（パンケーキコンテナ） - Nゲージ、1/80、貨車など紙製キット（ペーパーキット、レーザーカット）が中心
- 工房ひろ - 1/80、1/87、金属製キットやパーツが中心。
- COSMIC（コスミック） - パワーパック系が中心。運転台型コントローラーや配電盤などを手掛ける。車輌キットもあり。
- 小高模型 - 1/80、1/45、紙製キットが中心。廃業。ペーパーキット、関連部品、通信販売にて販売は継続。
- KODAMA MODEL - 1/80、私鉄系金属製キットが中心。
- こみや ◆  - 1/45、1/80、金属製キットやデカールが中心。廃業。
- コモンワークス (Lazy Jack) - 1/45、1/80、1/87、Nゲージ、金属製キットやパーツが中心。信号機関連が有名。

## さ行
- さんけい - 1/80、Nゲージ、Zゲージ、着色済ストラクチャーペーパーキットが中心。
- 珊瑚模型店 ◆  - 1/80、1/87、金属製キットが中心。社主は鉄道模型社出身[1]。昭栄、あずさ模型、乗工社製品の販売も手掛けていたためNゲージ製品も取り扱う。店舗は閉店したが、在庫のパーツ販売は継続されている。
- SUN WORKS - Nゲージ、ベースキットが中心。
- シージェープロ (CJ-PRO)
- ジェイズ - 鉄道カラー塗料や図面系書籍が中心。
- しなのマイクロ (マイクロクス) ◆  - 1/80、Nゲージ、金属製完成品・キットが中心。マイクロクスは同社のNゲージブランド。廃業。Nゲージの一部製品をマイクロエースが引き継ぐ。
- 篠原模型店 ◆  - 1/80 金属製完成品・キットが中心。各ゲージの線路を製造。廃業。一部製品はModels IMONが引き継ぐ。
- シバサキ模型 ◆  - Nゲージ、金属製キットが中心。1994年廃業。製品はキングスホビーが引き継ぐ。
- 乗工社 ◆  - 金属製キットが中心。廃業。スタッフはModels IMONへ移籍。
- 湘南グリーンランド (moto works) - 各種工具・治具、1/80 金属製完成品・キットが中心。他社へOEM供給。日本におけるレイアウト受注製作の創始者。
- Shop-KIHA - 1/80、1/87、Nゲージ、他、車体エッチング板、紙製型紙（ペーパーシートシリーズ）が中心。
- 新貨車工房 - Nゲージ、金属製キットが中心。
- 杉山模型 - 1/87（ナローゲージ）、金属製キット・完成品が中心。
- スタジオフィール ◆  - Nゲージ、1/200、金属製キットが中心。公式サイト消滅により活動休止とみられる。
- スパイクモデル - 1/80（13mmゲージ）、パーツが中心。
- 関水金属 (KATO) - 1/87、1/80、Nゲージ［車輌・線路・ストラクチャー・アクセサリー・シーナリー用品］、プラスチック製完成品が中心。
  - ホビーセンターカトー - KATO製品の塗装変更品や、メイクアップパーツなどを発売。
- 関電機製作所 ◆  - 戦前のメーカー。廃業。
- 関根模型 - 1/80、ペーパー完成車体と完成品が中心。廃業。
- セッテ ◆  - 1/45、1/80、1/87、OJゲージを製造・発売。金属製完成品が中心。公式サイト消滅により活動休止とみられる。
- 造形村（ボークス、Vorks） - 1/87、1/80、プラスチック製完成品が中心。
- 世田谷総合車輛センター - Nゲージを中心としたパーツを展開。関東系列が多い。

## た行
- タヴァサホビーハウス - Nゲージ、金属製キット・パーツが中心。
- タカタモケイ ◆  - ライブスチーム製造。廃業。
- 高木産業（現パーパス） ◆  - ライブスチーム製造。事業撤退。
- たつた工業 - 1/80、塗料やパーツが中心。撤退。Nゲージ用もあり。
- 谷川製作所 - 1/80、金属製キットが中心。
- タミヤ模型 ◆  - 1/80、木製キットが中心。撤退。
- だるまや - 小型車両用のパーツが中心。路面電車や旧型車向けが多い。
- 中央堂模型 - 1/80、紙製完成品が中心。
- 千代田計器工作所 ◆  - 戦前のメーカー。35mmゲージ、32mm製品を販売。32mm製品は零番ゲージ規格発想の元となった。廃業。
- ツカサ模型 - 1/80、路面電車のオリジナル完成品が中心。
- 津川洋行 - 1/80、1/87、Nゲージ［車輌・ストラクチャー・アクセサリー・シーナリー用品］、車輌・ストラクチャーはプラスチック製完成品が中心。創業当初から、ストラクチャー・アクセサリー・シーナリー用品を発売。車輌は1990年代以降の発売で一時期はHOナロー製品も販売していた
- つぼみ堂模型店 ◆  - 1/80、1/45、金属製完成品が中心。1978年廃業[4]。
- DDF - 1/80、Nゲージ、レイアウト、ジオラマの製造が中心。
- 鉄道模型社 ◆  - 1/80、金属製完成品・キットが中心。1995年店主死去により廃業[1]。一部製品を歌川模型が引き継ぐ。
- 天賞堂 - 1/87、1/80、Nゲージ、Zゲージ、金属製完成品が中心。プラスチック製完成品（OEM供与）もあり。
- でんてつ工房 - 1/80、金属製完成品が中心。
- Terranetz Co.（テラネッツ） ◆  -Zゲージ 、プラスチック製完成品が中心。撤退。
- トイテック (六半、ROKUHAN) - Zゲージ［車輌・線路・ストラクチャー・制御機器］、プラスチック製完成品が中心。
- 東京堂モデルカンパニー(TEXT) ◆  - 1/80、Nゲージ、レジン製完成品やパーツが中心。廃業。
- 東京マルイ (PRO-Z) ◆  - Zゲージ、プラスチック製完成品が中心。撤退。
- トーマモデルワークス - 1/80、1/87、Nゲージ、金属製キットが中心。3Dプリンター出力製品やプラキットもあり。
- 動輪舎 - 5インチゲージ、ライブスチームを販売。
- トビー ◆  - 1/80、金属製完成品が中心。撤退。
- トミー→トミーテック  -Nゲージ［車輌・線路・ストラクチャー・アクセサリー・シーナリー用品・制御機器］ 、1/80、車輌・ストラクチャーは、プラスチック製完成品が中心。鉄道模型関連のブランドやシリーズ名としてTOMIX（トミックス）・ジオコレ（ジオラマコレクション）シリーズがあるが、過去にはスリーオーゲージ、ナインスケールなどのブランド名も使用していた。
- トラムウェイ - 1/80、Nゲージ、プラスチック製完成品が中心。
- トレジャータウン -Nゲージ 、金属製キットが中心。
- とろりぃすぱーく - Nゲージ、1/80、金属製キットが中心。主に近畿日本鉄道の車種や同車種向けのパーツを製品化。

## な行
- 中西工房 - 社主は鉄道模型社出身[1]。
- 中村精密（ナカセイ） - 1/80、1/87、Nゲージ、プラスチック製キット、金属製完成品・キットが中心。社主は鉄道模型社出身[1]。
- 永末システム事務所 - DCC、デジタル関連機器メーカー。
- 南洋物産 - 紙製キット・完成品が中心。鉄道模型に関する貿易商を兼業。
- 日光モデル - 1/80の台車を製造。SAKURA名義でアメリカ型蒸気機関車も製造していた[5]。
- 日車夢工房 ◆  - 1/80、金属製完成品が中心。 2017年をもって部門終了。
- 日東科学教材 ◆  - 1/80、金属製完成品が中心。撤退。
- ニワモケイ - ロストワックスパーツを製造。
- ネコ・パブリッシング - 「ホビダス」ブランドでOEM外注品の車両キットなどを発売。
- NEXT - 1/80、1/45、紙製キット（ペーパーキット）が中心。
- のぞみ工房 - 1/80、紙製キットが中心（製品はYAMA模型にて取り扱い）。

## は行
- パイオニア (模型メーカー) - かつて輸出用Oゲージを製造。
- はぐるまや模型 - Oゲージ、パーツ関連が中心。
- ハセガワ (MODEMO) - Nゲージ、1/80、プラスチック製完成品が中心。
- 花園製作所 - 1/80、金属製キットやパーツが中心。天賞堂販売のパワートラックのメーカー。
- バンダイ ◆  - 1/87、Nゲージ、かつて増田屋やプレイアート製造のHOゲージセットを発売、自社企画のBトレインショーティーシリーズを製造販売した。
  - BANDAI SPIRITS ◆  - バンダイからBトレインショーティーシリーズを吸収分割により引き継ぐ。
- ビッグニワ
- ピノチオ模型 ◆  - 1/80、1/150、金属製キットが中心。廃業。初代店主は『模型と工作』で鉄道模型製作記事を執筆していた。
- HINODE MODEL -  OJゲージ、完成品が中心。
- ヒルマモデルクラフト - 1/45、1/80、紙製ストラクチャーキット、アクリル車体キットが中心。
- フェニックス模型店 - 1/80、金属製キットが中心。一部製品をKSモデル、フジモデル、KODAMA MODELブランドが引き継ぐ。
- フォムラスモデル
- ひかり模型 - 1/80、金属製キットが中心。創業者は鉄道模型社出身[6][1]。製品にはナローゲージもあり。
- 福島模型製作所 ◆  - 1/80、パンタグラフを製造。廃業。スタッフと一部製品はModels IMONへ移籍。オーナーは1953年より展示模型を製作し、青梅鉄道公園や交通科学博物館のレイアウトも手掛けた。
- 福原金属 ◆  - 1/80、金属製車体エッチング板や金属素材、工具が中心。廃業。
- 不二商 ◆  - メルクリンやLGBの代理店であった。メルクリンシステムに対応する16番ゲージのキハ58系を販売したことで有名。撤退。
- フジモデル - 1/80、金属製キットが中心。
- プラスアップ（リアルZJ） ◆  - Z（ZJ）ゲージ、プラスチック製完成品が中心。撤退。一部商品はTerranetz Co.（テラネッツ）が引き継ぐ。
- PLATZ（プラッツ） - Nゲージ、Zゲージ、プラスチック製完成品（天賞堂、エフトイズOEM供給を含む）・キット（グリーンマックスOEM供与）が中心。Nゲージではレジン樹脂製車輌キット・コンテナ完成品を発売。
- プレスアイゼンバーン - 1/87、金属製完成品が中心。雑誌とれいんの関連会社。
- ペアーハンズ - Nゲージ、金属製キットが中心。東武鉄道の模型を精力的に発売。
- 部屋の中こうぼう - Nゲージの3Dプリント品が中心。数多くの九州の車両に対応した部品を販売している。またデカールやステッカーも販売している。
- PENGUIN MODEL（ペンギンモデル）
- 豊和製作所 (HOWA) - 鉄道模型社の下請。鉄道模型社製品をHOWAブランドで販売していた。
- BONA FIDE PRODUCT（ボナファイデ） - 1/80、1/87、Nゲージ、金属製キットが中心。
- ホビーメイトオカ - 1/45、1/80、1/87、Nゲージ、金属製キットや特製完成品が中心。
- ホビーモデル - 1/80、金属製キットやプラスチック製キットが中心。
- ポポンデッタ - Nゲージ、プラスチック製完成品が中心。河合商会の製品を引き継ぐ。

## ま行
- マイクロエース - 1/80、Nゲージ、プラスチック製完成品が中心。一時期は有井製作所のブランド名。
- マイクロキャスト - 1/80が中心。
- マイクロキャスト水野 ◆  - 廃業。社主は鉄道模型社出身[1]。
- MAX MODEL - 1/80、プラスチック製キットが中心。
- マッハ模型 ◆  - 1/80が中心。金属模型用ラッカー塗料や工具、パーツ類を発売。金属製完成品やキット、車体エッチング板、ペーパーキットが中心。2022年6月をもって廃業。Machブランド製品の販売はModels IMONから継続される。
- マツモト模型 - 1/80、紙製完成品とキット（ペーパーキット）が中心。ダブルルーフ系車両が有名。キットは製造中止。
- まゆ模型 - 1/80、紙製完成品が中心。
- マルタ模型 ◆  - 1/80、金属製完成品が中心。廃業。
- ミカド模型 ◆  - 1/80、客車系サンロイドキットが有名。廃業。
- 三ツ星商店 ◆  - 1/80、Nゲージ、オリジナル商品を販売。問屋業が中心。2003年廃業[7]。
- みどりや ◆  - 1/80、Nゲージ、金属製完成品・キットとペーパーキットを発売。1993年廃業[8]。
- みのり堂 - 1/80、紙製完成品が中心。
- 宮沢模型 - 1/80、金属製完成品が中心。模型卸売問屋へ移行後はOEM供与のNゲージ・プラスチック製完成品を発売。
- ムサシノモデル - 1/45、1/80、（Nゲージ）、金属製完成品が中心。
- メディアリンクス（マスターピース） - 1/87、Nゲージ、金属製キットが中心。
- モア - 1/45、1/80、金属製完成品が中心。
- モア ◆  - Nゲージ。上記のモアとは別会社。鉄道模型製品は車輌1形式のみ。
- Models IMON - 1/87、1/80、（Nゲージ）、金属製完成品が中心、乗工社製品の継承が起業の発端。12mmゲージ規格の車両や線路も制作・販売。
- 模型工房サイトウ - OJゲージ、ライブステーム、特製品を販売[9]。
- 模型工房たぶれっと- デカール。
- 模型工房パーミル‐1/80、Nゲージ、ペーパーキットが中心。
- モデルアイコン - 1/80、Nゲージ、プラスチック製キットが中心。
- モデル8 - 1/80、金属製キットやパーツが中心。
- モデルキングダム - Oゲージ、1/80、金属製完成品が中心。
- モデル倶楽部 - 1/80、パーツが中心。
- モデルシーダー - 1/80、信号機関連が有名。
- モデルニクス - 5インチ、乗用電動ライブスチームを製造。
- モデルパーツ MIKI - 1/80、私鉄系金属製キットが中心。
- モデルワークス - 1/80、1/45、紙製キット・完成品が中心。
- モデルワーゲン - 1/87、ナローゲージ。金属製製品を製造。代表は珊瑚模型店で企画設計をしていた[10]。
- モデルワム - 1/80、1/87、金属製完成品が中心。
- モデル524 - 1/150、1/80、阪急用のエッチングパーツが中心。
- モリタ  ◆ - Nゲージ 、金属製キットが中心。プラスチック模型用塗料を発売。2019年3月をもって廃業。

## や行
- やえもんデザイン - Nゲージ、金属製の蒸気機関車キットやパーツを発売。
- 八雲工芸 - 1/80、Nゲージ、金属製完成品やキットが中心。
- YAMA模型 - 1/80、紙製キット・完成品が中心（のぞみ工房製品取り扱い）。車両収納ケース。
- U-TRAINS - 1/45、1/80、金属製完成品や一部キットが中心。
- 夢屋 - 1/80、Nゲージ、金属製キットが中心。
- ヨシダ模型製作所 (YSD) ◆  - 1/80、紙製ペーパーキットや半完成品が中心。製造販売終了（いさみや、大谷模型、マッハ模型、みどりやなどのペーパーキットを製造していた）。

## ら行
- リアルライン ◆  - Nゲージ 、精密な蒸気機関車が中心。廃業。
- リトルジャパン - Nゲージ、プラスチック製キットが中心。
- レイルロード - 鉄道趣味書の出版社。1/80、Nゲージ、金属製エッチングキットが中心。
- れーるぎゃらりーろっこう - 1/80、金属製キットを製造販売。
- レールクラフト阿波座 - Nゲージ、金属製キットが中心。
- レボリューションファクトリー - Nゲージ、金属製キットが中心。
- Railroad model R - Nゲージの3Dプリント品パーツ中心。
- ろく公房（るー模型） - ライブスチームを販売。
- ロコモデル ◆  - 1/80、紙製キット・完成品が中心。廃業。一部製品をエムズコレクションが引き継ぐ。

## わ行
- 和田ワークス - ライブスチームや実車同様の機構を持つディーゼル機関車等の製品を販売。
- ワールド工芸 ◆  - Nゲージ、1/87、1/80、金属製完成品・キットが中心、2015年以降プラスチック（アクリル）製キットもあり。2025年3月限りで廃業。